# My Melancholy Baby
My Melancholy Baby (auch Melancholy Baby) ist ein Popsong, den Ernie Burnett (1884–1959, Musik) Maybelle Watson und George A. Norton (1880–1923, Text) verfassten und 1912 veröffentlichten. Der Song wurde ab den 1930er-Jahren zu einem beliebten Jazzstandard. Repräsentativ für das Jahr 1912 nahm die Musikzeitschrift Variety den Song in ihre Listen Golden 100 Tin Pan Alley Song und Hit Parade of a Half Century auf.

## Hintergrund

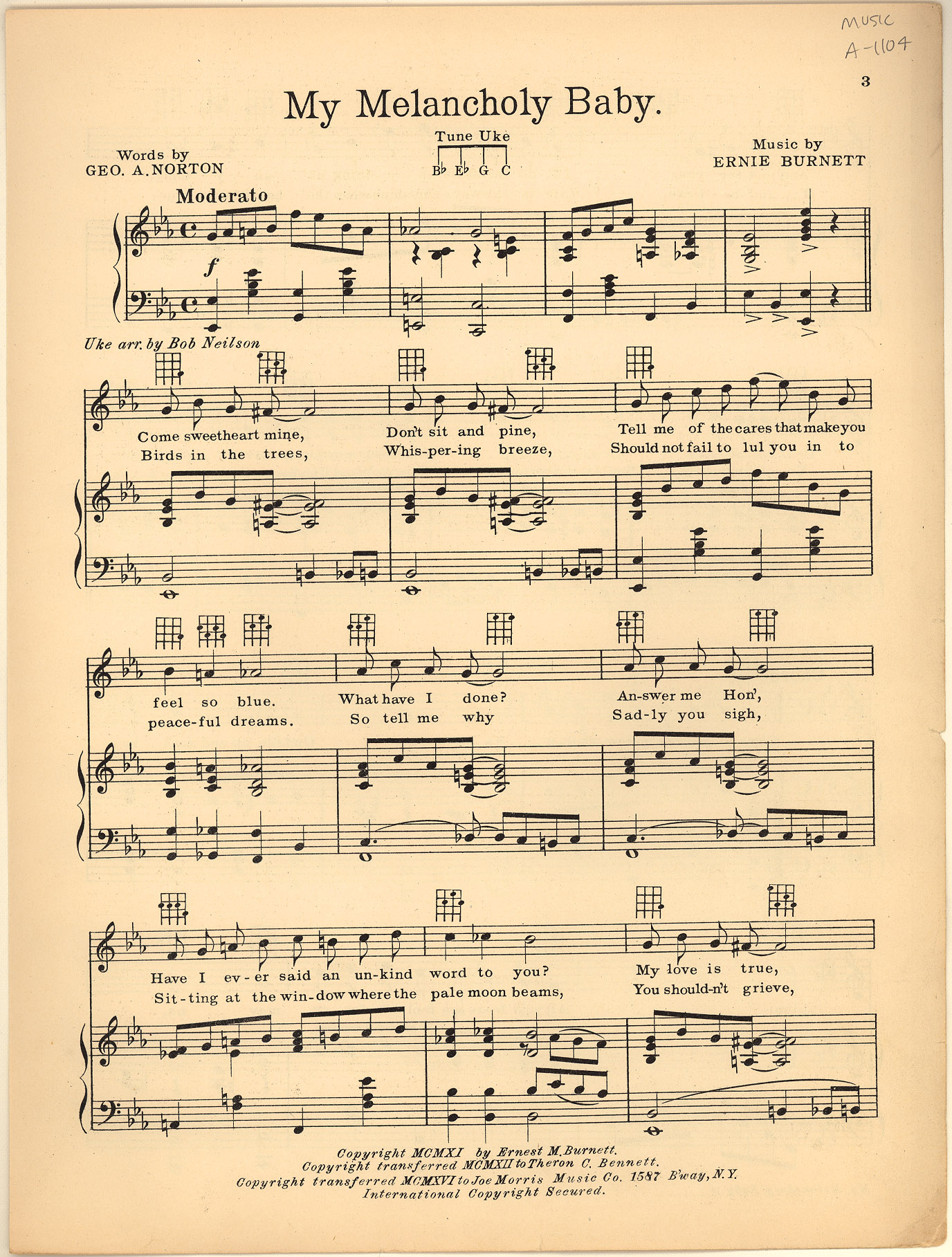
Notenblatt von My Melancholy Baby (1912)

Der in Es-Dur geschriebene Song My Melancholy Baby erschien erstmals unter dem Titel Melancholy 1911; im folgenden Jahr überarbeitete George Norton den Songtext mit dem ursprünglichen Text von Maybelle E. Watson, Burnetts Frau. Der Song wurde zunächst in den amerikanischen Vaudeville-Theatern populär, schließlich 1915 durch eine erste Plattenaufnahme von Walter Van Brunt (Edison 3387). Alec Wilder lobte die Qualität der „wohlformulierten Melodie, höchst ungewöhnlich für die Zeit, die keinesfalls Routinearbeit“ sei. 1940 gewann Maybelle Watson einen Prozess um ihr Urheberrecht am Songtext.

## Comeback und weitere Erfolge
1928 sorgte Gene Austin (Victor, mit dem Orchester von Nat Shilkret) für ein erfolgreiches Comeback der Nummer (#3), gefolgt von Al Bowlly (1935, #20), Teddy Wilson/Ella Fitzgerald (1936, #6), Bing Crosby (1939, #14) und Sam Donahue (1947, #5), die in den 1930er- und 40er-Jahren ebenfalls mit My Melancholy Baby in die US-Charts kamen.

## Coverversionen des Songs
Zu den Musikern, die den Song ab 1927 coverten, gehörten die Original Indiana Five (Banner), die Charleston Chasers (Columbia), das Dorsey Brothers Orchestra (Okeh), Paul Whiteman (Columbia), Jimmie Noone (Brunswick), die Levee Loungers (Willard Robison, Pathé Actuelle) und Bix Beiderbecke. In Paris spielte ihn 1939 das Quintette du Hot Club de France für Decca ein, in Zürich 1943 Ernst Höllerhagen.
Der Diskograf Tom Lord listet im Bereich des Jazz insgesamt 421 (Stand 2015) Coverversionen, unter denen die Aufnahmen von Dave Brubeck/Jimmy Rushing (1957), Lou Donaldson, Benny Goodman, Rebecca Kilgore und Charlie Parker (Bird and Diz) hervorzuheben sind, ferner die Versionen von Steve Allen, Ray Charles, Bill Evans, Burl Ives, John Serry senior für RCA Records (RCA Thesaurus, 1954), Thelonious Monk und Jerry Vale.
Der Song fand Verwendung in zahlreichen Hollywood-Filmmusicals wie East Side of Heaven (1939, Regie David Butler), Swing It Soldier (1941, Regie Harold Young), Birth of the Blues (1942, Regie Victor Schertzinger), Follow the Band (1943, Regie Jean Yarbrough), Minstrel Man (1944, Regie Joseph H. Lewis), Billy Rose’s Diamond Horseshoe (1945, Regie George Seaton) und in A Star Is Born (1954). Im Gangster-Klassiker The Roaring Twenties (1939) wird der Song gesungen von Patricia Lane.